# Apareiodon affinis
Apareiodon affinis es una especie de peces de la familia Parodontidae en el orden de los Characiformes.

## Morfología
Los machos pueden llegar alcanzar los 14,3 cm de longitud total.

## Hábitat
Es un pez de agua dulce y de  clima subtropical (22 °C-26 °C).

## Distribución geográfica
Se encuentran en Sudamérica:  cuenca del Río de La Plata.